# Xysticus rostratus
Xysticus rostratus är en spindelart som beskrevs av Ono 1988. Xysticus rostratus ingår i släktet Xysticus och familjen krabbspindlar. Inga underarter finns listade i Catalogue of Life.